# Hofjägerallee
Die Hofjägerallee ist eine Straße im Berliner Ortsteil Tiergarten. Sie führt als stark frequentierte Ausfallstraße aus der westlichen Innenstadt in Fortsetzung der vom Lützowplatz kommenden Klingelhöferstraße durch den Großen Tiergarten bis zum Großen Stern. Die Benennung der Straße erfolgte im Dezember 1832 nach dem ehemaligen königlichen Hofjäger, der sein Wohnhaus am südlichen Ende der Allee hatte. Später stand hier das Winguthsche Etablissement, ein Kaffeehaus mit Biergarten, das sich bei den Berlinern großer Beliebtheit erfreute.

## Geschichte

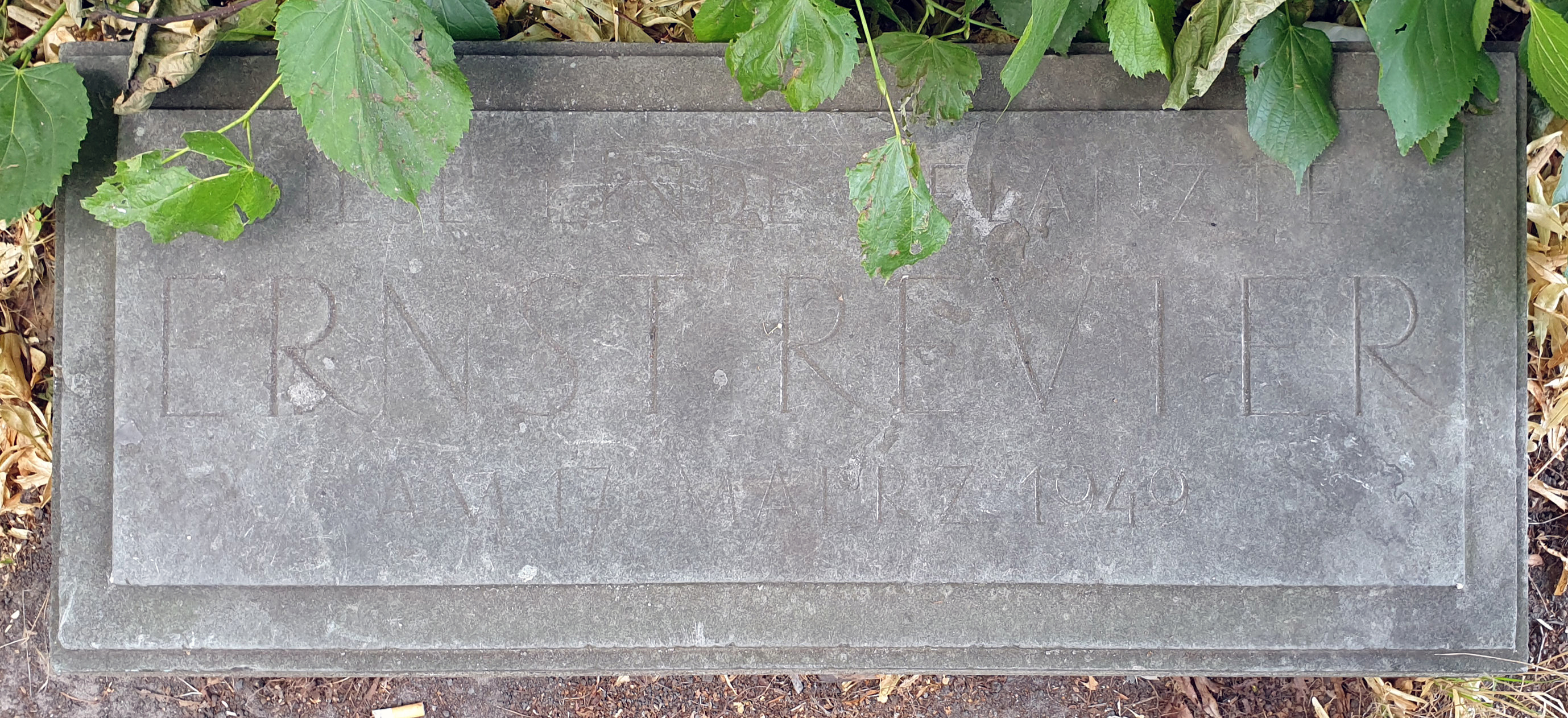
Gedenkstein für Reuters Lindenpflanzung

Die Allee wurde 1832 im Zuge der Neugestaltung des Tiergartens angelegt. Während des Zweiten Weltkriegs wurde der Tiergarten stark zerstört, der anschließende Winter 1946 verschärfte die Situation. 1949 wurde beschlossen, den Tiergarten wieder umfassend als Landschaftspark herzustellen und neu aufzuforsten. Die erste neue Linde wurde an der Hofjägerallee am 17. März 1949 vom damaligen Oberbürgermeister Ernst Reuter gepflanzt. Ein Gedenkstein vor der Linde erinnert daran.